# Колима (држава)
Колима (шп. Estado de Colima), држава је Мексика. Налази се на обали Тихог океана између држава Мичоакан и Халиско. Има површину од 5.191 km² и 542.627 становника (попис 2005), и једна је од најмањих мексичких држава. 
Главни град је Колима, а најпознатији је летовалиште Манзаниљо. Држава је основана 1857. 

## Становништво
| 1990.   | 1995.   | 2000.   | 2005.   | 2010.   |
| ------- | ------- | ------- | ------- | ------- |
| 428.510 | 488.028 | 542.627 | 567.996 | 650 555 |